# Giải Bút vàng Tự do
Giải Bút vàng Tự do là một giải thưởng của Hiệp hội Báo chí thế giới (World Association of Newspapers) thiết lập năm 1961, dành cho các cá nhân, các tổ chức có đóng góp xuất sắc vào việc bảo vệ và thúc đẩy tự do báo chí. Giải cũng nhằm hướng sự chú ý của các phương tiện truyền thông vào tình trạng các nhà báo phải đối diện với sự nguy hiểm, kể cả bị cầm tù, khi làm nghiệp vụ của mình.
Giải thưởng được trao hàng năm tại buổi lễ khai mạc "Đại hội Báo thế giới" (World Newspaper Congress) và "Hội thảo Biên tập viên thế giới" (World Editors Forum).

## Các người hoặc tổ chức đoạt giải
| Năm  | Người/Tổ chức đoạt giải                     | Nước                                                   |
| ---- | ------------------------------------------- | ------------------------------------------------------ |
| 1961 | Ahmet Emin Yalman                           | Thổ Nhĩ Kỳ                                             |
| 1963 | Sein Win                                    | Myanmar                                                |
| 1964 | Gabriel Makoso                              | Congo                                                  |
| 1965 | Esmond Wickremesing                         | Sri Lanka                                              |
| 1966 | Jules Dubois                                | Hoa Kỳ                                                 |
| 1967 | Mochtar Lubis                               | Indonesia                                              |
| 1968 | Christos Lambrakis                          | Hy Lạp                                                 |
| 1969 | Báo chí Tiệp Khắc                           | Tiệp Khắc                                              |
| 1970 | Alberto Gainza Paz                          | Argentina                                              |
| 1972 | Hubert Beuve-Méry                           | Pháp                                                   |
| 1973 | Anton Betz                                  | Đức                                                    |
| 1974 | Julio de Mesquita Neto                      | Brasil                                                 |
| 1975 | Sang-Man Kim                                | Hàn Quốc                                               |
| 1976 | Raul Régo                                   | Bồ Đào Nha                                             |
| 1977 | Robert High Lilley                          | Bắc Ireland                                            |
| 1978 | Donald Woods, Percy Qoboza                  | Nam Phi                                                |
| 1979 | Claude Bellanger (truy tặng)                | Pháp                                                   |
| 1980 | Jacobo Timerman                             | Argentina                                              |
| 1981 | José Javier Uranga                          | Tây Ban Nha                                            |
| 1982 | P. Joaquin Chamorro Barrios                 | Nicaragua                                              |
| 1985 | Joaquin Roces                               | Philippines                                            |
| 1986 | Anthony Heard                               | Nam Phi                                                |
| 1987 | Juan Pablo Cárdenas                         | Chile                                                  |
| 1988 | Naji al-Ali (truy tặng)                     | Palestine                                              |
| 1989 | Sergei Grigoryants                          | Liên Xô                                                |
| 1990 | Luis Gabriel Cano                           | Colombia                                               |
| 1991 | Gitobu Imanyara                             | Kenya                                                  |
| 1992 | Dai Qing                                    | Trung Quốc                                             |
| 1993 | Pius Njawé                                  | Cameroon                                               |
| 1994 | Omar Belhouchet                             | Algérie                                                |
| 1995 | Cao Du                                      | Trung Quốc                                             |
| 1996 | Yndamiro Restano Díaz                       | Cuba                                                   |
| 1997 | Naša Borba, Feral Tribune, Oslobodjenje     | Cộng hòa liên bang Nam Tư, Croatia, Bosnia-Herzogovina |
| 1998 | Đoàn Viết Hoạt,                             | Việt Nam                                               |
| 1999 | Faraj Sarkohi                               | Iran                                                   |
| 2000 | Nizar Nayouf                                | Syria                                                  |
| 2001 | Win Tin, San San Nweh                       | Myanmar                                                |
| 2002 | Geoffrey Nyarota                            | Zimbabwe                                               |
| 2003 | Hiệp hội Nhà báo Belarus                    | Belarus                                                |
| 2004 | Ruslan Sharipov                             | Uzbekistan                                             |
| 2005 | Mahjoub Mohamed Salih                       | Sudan                                                  |
| 2006 | Akbar Ganji                                 | Iran                                                   |
| 2007 | Shi Tao                                     | Trung Quốc                                             |
| 2008 | Li Changqing                                | Trung Quốc                                             |
| 2009 | Najam Sethi                                 | Pakistan                                               |
| 2010 | Ahmad Zeidabadi                             | Iran                                                   |
| 2011 | Dawit Isaak                                 | Eritrea/Thụy Điển                                      |
| 2012 | Anabel Hernández                            | México                                                 |
| 2013 | Dr Than Htut Aung                           | Myanmar                                                |
| 2014 | Eskinder Nega                               | Ethiopia                                               |
| 2015 | Những nhà báo bị giết khi đang làm nhiệm vụ | Toàn cầu                                               |
| 2016 | Dmitry Muratov                              | Nga                                                    |
| 2017 | Can Dündar                                  | Thổ Nhĩ Kỳ                                             |
| 2018 | Maria Ressa                                 | Philippines                                            |
| 2019 | Jamal Khashoggi                             | Ả Rập Xê Út                                            |